# Serhij Jaščenko
Serhij Volodymyrovyč Jaščenko (in ucraino Сергій Володимирович Ященко?, in russo Серге́й Влади́мирович Я́щенко?, Sergej Vladimirovič Jaščenko, angl. Serhiy Vladimirovych Yashchenko; Kostjantynivka, 25 giugno 1959) è un allenatore di calcio ed ex calciatore ucraino, fino al 1991 sovietico, di ruolo centrocampista.

## Palmarès

### Club

#### Competizioni nazionali
- Kubok SSSR: 1

Shakhtar: 1983
- Superkubok SSSR: 1

Shakhtar: 1983
- Kubok Ukraïny: 1

Shakhtar: 1994-1995